# Rio Hondo (Belize)
Rio Hondo é um rio centro-americano de Belize, Guatemala.